# (2442) Corbett
(2442) Corbett – planetoida z grupy pasa głównego asteroid okrążająca Słońce w ciągu 3 lat i 253 dni w średniej odległości 2,39 au. Została odkryta 3 października 1980 roku w Obserwatorium Kleť w pobliżu Czeskich Budziejowic przez Zdeňkę Vávrovą. Nazwa planetoidy pochodzi od Jima Corbetta (1875-1955), brytyjskiego myśliwego i działacza ochrony przyrody. Przed nadaniem nazwy planetoida nosiła oznaczenie tymczasowe (2442) 1980 TO.